# Кацман, Феликс Максович
Фе́ликс Ма́ксович Ка́цман (12 марта 1927, Ленинград — 8 марта 2007, Санкт-Петербург) — советский и российский учёный, специалист по эксплуатации морских судов, вице-президент Российской Академии транспорта, доктор технических наук, профессор.

## Биография
Родился 12 марта 1927 года в Ленинграде. В годы Великой Отечественной войны служил матросом буксира Волжской военной флотилии.
С отличием окончил Судомеханический факультет ЛВИМУ им. С. О. Макарова (выпуск 1948 год, называемый в ГМА "нулевым"). В 1963 году защитил диссертацию на соискание ученой степени кандидата технических наук, тема: "Исследование отдельных основных требований к изготовлению гребных винтов", в 1977 году — диссертацию на соискание ученой степени доктора технических наук, тема: "Теоретические основы и методы комплексной оценки надежности и эффективности эксплуатации гребных винтов, как элементов судовой силовой установки".

## Преподавательская и административная работа в высшей школе
Работал в ГМА им. С. О. Макарова.
Профессор, начальник кафедры (1973—2007) теории и устройства судна.

## Прочая профессиональная деятельность
В 1952—1967 гг. работал начальником отдела Центральном Проектном Конструкторском Бюро № 1 Министерства морского флота СССР.
Без отрыва от преподавания в ГМА имени С. О. Макарова был советником начальника (президента) Балтийского Морского пароходства по науке.

## Научная работа
Профессор Ф. М. Кацман является автором более 600 научных и научно-методических работ по проблемам эксплуатации морских судов (в том числе 40 монографий и учебников, 15 авторских свидетельств и патентов на изобретения). Автор Правил Российского Морского Регистра Судоходства и Государственных стандартов по гребным винтам и проектам требований Международной ассоциации классификационных обществ. В область научных интересов водили ходкость, движители, управляемость судов, а также взаимодействие движителей с корпусом и главными движителями в эксплуатации, безопасность мореплавания, общие проблемы развития транспорта.
Руководитель научной школы по эксплуатации комплекса «корпус—двигатель—гребной винт», ученым подготовлено более 50 кандидатов и докторов наук.

## Основные работы

#### Монографии
- Кацман Ф. М., Кудреватый Г. М. Конструирование винто-рулевых комплексов морских судов. — Л.: Судпромгиз, 1963. — 510 с.
- Кацман Ф. М., Кудреватый Г. М. Конструирование винто-рулевых комплексов морских судов. — Л.: Судостроение, 1974. — 376 с.
- Кацман Ф. М., Музыкантов Г. М., Шмелев А. В. Эксплуатационные испытания морских судов. — М.: Транспорт, 1970. — 272 с.
- Кацман Ф. М. Эксплуатация пропульсивного комплекса морского судна. — М.: Транспорт, 1987. — 223 с.
- Кацман Ф. М., Королева Е. А. Нормативно-правовые проблемы функционирования российских участков международных транспортных коридоров. СПб.: СПбГУВК, 1998. — 74 с.
- Кацман Ф. М., Королёва Е. А. Российское морское судоходство. Состояние и проблемы — СПб.: РАТ, 1999. — 248 с.
- Кацман Ф. М., Королёва Е. А. Функционирование международных и национальных транспортных коридоров. — СПб.: РАТ, 2002. — 292 с.

#### Статьи в научных и информационно-аналитических периодических изданиях
- Кацман Ф. М. Протекционизм: Как это делается? // Морские вести России. № 3—4. — М.: Издательство «Морские вести России», 1998. С. 12—14.
- Кацман Ф. М., Королева Е. А. Нормативно-правовые аспекты функционирования российских участков международных транспортных коридоров. // Морской флот. № 9—10. — М.: Издательство «Морские вести России», 1998. С. 7—10.
- Кацман Ф. М., Королева Е. А. Нормативно-правовые проблемы взаимодействия основных видов транспорта. // Транспортный клуб № 2. Официальный каталог выставки "Транстерминал, логистика, склад' 99": Тезисы докладов. СПб, 1999. С. 24—26.
- Кацман Ф. М., Багаева Н. Г., Королева Е. А. Как вернуть позиции на рынке транспортно-экспедиторских услуг. // Международный экспедитор. № 3. — М.: Издательство «Морские вести России», 1999.  С. 30—36.
- Белый О. В., Кацман Ф. М., Куклев Е. А. Оценка безопасности транспортный систем на основе моделей рисков возникновения катастрофических ситуаций. // Транспорт Российской Федерации. № 1 (1). — СПб.: Издательский дом Т-ПРЕССА, 2005. С. 62—63.
- Кацман Ф. М. Приоритетные направления транспортной научной деятельности. // Транспорт Российской Федерации. № 2 (2). — СПб.: Издательский дом Т-ПРЕССА, 2006. С. 25—27.
- Кацман Ф. М. Отдельные вопросы государственного регулирования в проблеме становления и развития транспорта. // Транспорт Российской Федерации. № 3 (3). СПб.: Издательский дом Т-ПРЕССА, 2006. С. 2—6.
- Кацман Ф. М., Ершов А. А. Аварийность морского флота и проблемы безопасности судоходства // Транспорт Российской Федерации. № 5 (5). — СПб.: Издательский дом Т-ПРЕССА, 2006. С. 82—84.
- Кацман Ф. М. Российскую академию транспорта отлучили от научной помощи Минтранса. // Транспорт Российской Федерации. № 6 (6). — СПб.: Издательский дом Т-ПРЕССА, 2006. С. 28—29.
- Кацман Ф. М. Деятельность Российской академии транспорта. // Транспорт Российской Федерации. № 7 (7). — СПб.: Издательский дом Т-ПРЕССА, 2006. С. 24—25.
- Кацман Ф. М. Особые экономические зоны. // Транспорт Российской Федерации. № 8 (8). — СПб.: Издательский дом Т-ПРЕССА, 2007. С. 22—26.

#### Учебники и учебные пособия
- Кацман Ф. М. Дорогостайский Д. В. Теория судна и движители: Учебник для вузов по спец. «Эксплуатация судовых силовых установок» — Л.: Судостроение, 1979. — 279 с.
- Дорогостайский Д. В., Кацман Ф. М., Коннов А. В. Об остойчивости морского судна: учебное пособие. — М. : "Мортехинформреклама", 1987. — 36 с.
- Кацман Ф. М. Дорогостайский Д.В. и др. Теория и устройство судов: учебник / под ред. проф. Ф. М. Кацмана. — Л. : Судостроение, 1991. — 416 с.
- Кацман Ф. М. Выбор морского транспортного судна и оценка его мореходных качеств : учебно-методическое пособие по курс. проектированию для курсантов 2-го курса по дисциплине "Устройство и основы теории судна" спец. "Организация перевозок и управление на транспорте". — СПб. : ГМА им. адм. С. О. Макарова, 2002. — 55 с.
- Кацман Ф. М., Маковский А. Г. Управляемость судов в особых условиях плавания: учебное пособие. — СПб. : ГМА им. адм. С. О. Макарова, 2005. — 52 с.

#### Прочее
- Кацман Ф. М. Мореходка, прежде чем стать «Макаровкой», начиналась так… — СПб.: Элмор, 2005. — 102, [1] с.

## Награды
- Орден Почета (1999)[9]
- Заслуженный деятель науки и техники Российской Федерации (6 апреля 1992) - за заслуги в научно-педагогической деятельности[10]
- Нагрудный знак «Почетный работник транспорта»[11]
- Нагрудный знак «Почетный работник морского флота»
- Почетная Грамота Министерства транспорта
- Почетная Грамота Губернатора Санкт-Петербурга[12]

## Членство в научных организациях
- академик, вице-президент по научной работе Российской Академии транспорта[13],
- академик Академии транспорта Украины,
- действительный член Международной академии навигации и управления,
- заместитель председателя (1994 по 1999), член Президиума научно-технического Совета Российского морского регистра судоходства,
- член научно-технического Совета при Губернаторе Ленинградской области,
- член Президиума и советник Союза российских судовладельцев (СОРОСС),
- член Морского совета при Правительстве Санкт-Петербурга.
- член Института морских инженеров Великобритании.

## Память
- Кафедра теории и устройства судна Судоводительского факультета ГМА им. С. О. Макарова, которой профессор Ф. М. Кацман руководил более 30 лет, носила его имя[14].
- В 2010 г. именем профессора Ф. М. Кацмана названо судно типа «Русич» Северо-Западного морского пароходства, построенное в 2008 г. на Окской Судоверфи[15][16].